# 1996 TJ12
1996 TJ12 är en asteroid i huvudbältet som upptäcktes den 15 oktober 1996 av de båda japanska astronomerna Takeshi Urata och Yoshisada Shimizu vid Nachi-Katsuura-observatoriet.
Asteroiden har en diameter på ungefär 9 kilometer och den tillhör asteroidgruppen Eos.